# Bythinella calimanica
Bythinella calimanica is een slakkensoort uit de familie van de Hydrobiidae. De wetenschappelijke naam van de soort is voor het eerst geldig gepubliceerd in 2009 door Falniowski, Szarowska & Sirbu.